# Okres Rheinfelden
Okres Rheinfelden je jedním z 11 okresů v kantonu Aargau ve Švýcarsku. V prosinci 2016 zde žilo 47 478 obyvatel. Hlavním místem okresu je město Rheinfelden.

## Poloha, popis
Okres Rheinfelden se rozkládá v severozápadní části kantonu Aargau. Na severu sousedí s Německou spolkovou republikou, přičemž hranici tvoří řeka Rýn. Na východě sousedí s okresem Laufenburg a na jihu pak s okresy v kantonu Basilej-venkov. Nadmořská výška území je zhruba od 290 m u břehu Rýna a dosahuje až téměř 750 m v nejvyšších polohách. Území okresu je protáhlé ve směru západ-východ a jeho rozloha je 112,09 km².
Územím okresu prochází od východu k západu dálnice A3/E60 a souběžně s ní i železniční trať.

## Obce v okresu
Okres Rheinfelden tvoří 14 obcí, jimiž jsou:
| P.č. | Jméno obce  | Obyvatel (k 31. prosinci 2016) | Rozloha |  |  |  | P.č. | Jméno obce   | Obyvatel (k 31. prosinci 2016) | Rozloha |
| ---- | ----------- | ------------------------------ | ------- |  |  |  | ---- | ------------ | ------------------------------ | ------- |
| 1    | Hellikon    | 802                            | 7,04    |  |  |  | 9    | Schupfart    | 809                            | 7,05    |
| 2    | Kaiseraugst | 5 570                          | 4,91    |  |  |  | 10   | Stein        | 3 150                          | 2,83    |
| 3    | Magden      | 3 937                          | 11,04   |  |  |  | 11   | Wallbach     | 1 922                          | 4,55    |
| 4    | Möhlin      | 10 909                         | 18,79   |  |  |  | 12   | Wegenstetten | 1 081                          | 7,12    |
| 5    | Mumpf       | 1 395                          | 3,13    |  |  |  | 13   | Zeiningen    | 2 278                          | 11,37   |
| 6    | Obermumpf   | 1 050                          | 5,06    |  |  |  | 14   | Zuzgen       | 874                            | 8,40    |
| 7    | Olsberg     | 357                            | 4,68    |  |  |  |      |              |                                |         |
| 8    | Rheinfelden | 13 344                         | 16,12   |  |  |  |      | Okres celkem | 47 478                         | 112,09  |